# Kanton La Pacaudière
Kanton La Pacaudière (francouzsky Canton de la Pacaudière) je francouzský kanton v departementu Loire v regionu Rhône-Alpes. Tvoří ho 9 obcí.

## Obce kantonu
- Changy
- Le Crozet
- La Pacaudière
- Sail-les-Bains
- Saint-Bonnet-des-Quarts
- Saint-Forgeux-Lespinasse
- Saint-Martin-d'Estréaux
- Urbise
- Vivans